# Загребский кризис
Загребский кризис (хорв. Zagrebačka kriza) — политический кризис, последовавший за выборами в местное собрание города Загреб, состоявшимися в октябре 1995 года. Во время кризиса победившие партии не смогли назначить своего кандидата на пост мэра Загреба, поскольку президент Хорватии Франьо Туджман отказался предоставить официальное подтверждение своего решения.
Левоцентристская коалиция победивших партий продолжала удерживать большинство в местном собрании во время кризиса и продолжала предлагать других кандидатов, но все они в конечном итоге были отклонены президентом, поскольку хорватское законодательство того времени требовало официального подтверждения назначения президентом. Между тем, городом управлял назначенный правительством исполняющий обязанности мэра, что означало, что в городе фактически было две параллельные администрации. Ситуация привела к нескольким крупным протестам и не была разрешена до следующих местных выборов в апреле 1997 года, после которых два оппозиционных члена собрания перешли в партию Туджмана Хорватское демократическое содружество (ХДС). Это означало, что ХДС наконец удалось получить большинство в 50-местном собрании, что позволило партии назначить своего мэра, которого впоследствии одобрил Туджман.

## Предыстория
Кризис возник во фракционной борьбе внутри правящей партии Хорватии в то время, Хорватского демократического содружества (ХДС). В 1993 году бывший премьер-министр Йосип Манолич, глава служб безопасности и лидер умеренных сил партии ХДС, постепенно утратил доверие президента Франьо Туджмана, который все больше сближался с крайними националистами во главе с министром обороны Гойко Шушаком. Весной 1994 года, когда стало очевидно, что Манолич потеряет пост спикера Палаты округов (недолго просуществовавший верхний орган в хорватском парламенте), он и Степан Месич, который в то время был спикером парламента, организовали массовое бегство членов парламента от ХДС, которые сформировали новую партию под названием Хорватские независимые демократы (ХНД), надеясь лишить Туджмана большинства в парламенте. Попытка в конечном итоге провалилась, и партии Туджмана в конечном итоге удалось сохранить власть на национальном уровне. Однако в ряде местных и региональных собраний бегство членов ХДС позволило оппозиционным партиям получить большинство.
Одним из этих собраний было собрание Загребачки. Для Туджмана это, по-видимому, стало досадной неудачей, которую он должен был исправить любым возможным способом. Он инициировал законодательство, направленное на слияние двух административных единиц округа (Загребачка и город Загреб), что затем потребовало бы новых выборов в расширенное собрание. Идея состояла в том, чтобы заполонить контролируемую оппозицией ассамблею Загребачки голосами из избирательного округа города Загреб, который в то время широко воспринимался как прочный оплот ХДС.

## Выборы 1995 года
Был принят новый закон, и дата новых дополнительных выборов была назначена на 29 октября 1995 года, что совпало со следующими парламентскими выборами. Считалось, что всеобщая эйфория после операции «Буря» в августе 1995 года и хорватский военный успех на последних этапах все еще продолжающейся Боснийской войны, вместе с масштабной пропагандистской кампанией, поддерживаемой государственными СМИ, приведут к тому, что партия Туджмана без труда завоюет большинство в новой муниципальной ассамблее.
Хотя первые результаты выборов показали, что ХДС набирает силу в сельских районах бывшего округа Загреб, оппозиционным партиям удалось добиться успеха в городских районах самого Загреба. Это было очень заметно в рабочих кварталах, которые перешли от поддержки ХДС к левоцентристской Социал-демократической партии (СДП), в основном из-за популистской риторики Здравко Томаса и организационных способностей Милана Бандича, видных членов СДП в то время. В результате ХДС в конечном итоге проиграл выборы в новую ассамблею Загреба, и Здравко Томас стал новым спикером ассамблеи.
Вскоре после этого оппозиционные партии сформировали правящую коалицию, которая избрала Горана Гранича, члена Хорватской социал-либеральной партии (ХСЛП), мэром.

## Кризис
Хорватское законодательство того времени предусматривало, что мэр Загреба имел статус, равный статусу префекта округа (жупана), и поэтому его назначение должно было быть утверждено президентом Хорватии. Это было воспринято как простая формальность, поскольку Туджман уже создал прецедент, утвердив оппозиционных префектов после катастрофического поражения его партии на местных выборах в феврале 1993 года в жупании Истрия.
Однако Туджман удивил многих, заявив, что не допустит «оппозиционной ситуации» в хорватской столице. Комментируя в феврале 1996 года результаты выборов, он заявил следующее:
«Что означает, что у оппозиции 60% голосов? Это как если бы фермер сказал вам, что у него в поместье 60 животных. Это свиньи или телята? Это куры или гуси? В то время как каждый здравомыслящий фермер и мужчина знал бы, что по сравнению с таким стадом один жеребец, не говоря уже о паре жеребцов или коров, стоит больше, чем целое стадо».
Туджман отказался утвердить назначение мэра оппозиции, и хорватское правительство назначило бывшего чиновника городской администрации и члена ХДС Марину Матулович-Дропулич временным мэром. Это вызвало тупик, поскольку муниципальная ассамблея Загреба отказалась признать Матулович-Дропулич мэром, но из-за явного отказа Туджмана утвердить кандидата от оппозиции они не смогли назначить своего собственного. В течение следующих 18 месяцев муниципальная ассамблея выдвинула еще трех кандидатов от оппозиции из рядов ХСЛП (Йозо Радош, Иво Шкрабало и Дражен Будиша), но каждый раз им отказывали в требуемом утверждении президентом. План по назначению Анте Ледича, бизнесмена с тесными связями с ХДС, который считался компромиссным решением также не удалось. Тем временем Матулович-Дропулич продолжал управлять городскими делами.

## Протесты и разрешение кризиса
Зрелище столицы страны с двумя администрациями, не признающими друг друга, и лидером страны, отказывающимся признавать волю избирателей, заставило многих поверить, что Хорватия пережила резкое падение демократических стандартов во время войны, и что такое положение дел не будет решено, пока Туджман остается у власти. Все более параноидальные замечания, сделанные Туджманом публично, который начал называть своих политических оппонентов и их сторонников «иностранными агентами» и «врагами государства», также способствовали этой оценке.
В ноябре 1996 года, более чем через год после выборов, и в условиях продолжающегося кризиса, правительство Хорватии решило не продлевать лицензию на вещание для Radio 101, популярной местной радиостанции, известной своей громкой критикой правящего режима, и решило вместо этого выдать лицензию Нинославу Павичу, медиамагнату, которого многие считают довольно терпимым к режиму. Объявление о решении вызвало массовый протест, в ходе которого около 120 000 человек собрались на площади Бана Елачича 21 ноября 1996 года на самых крупных демонстрациях в современной истории Хорватии.
Хотя непосредственной причиной протеста было желание сохранить популярный символ города, многие протестующие использовали митинг как возможность выразить несогласие с Туджманом и его авторитарной политикой. В то же время Туджман находился за пределами страны, проходя лечение рака желудка в больнице Уолтера Рида в Вашингтоне. Узнав о происходящем, Туджман, как сообщается, приказал полиции принять меры против протестующих. Тогдашний министр внутренних дел Иван Ярняк, как сообщается, отказался это сделать, что привело к его отставке в середине декабря. После протестов Радио 101 удалось сохранить свою независимость и лицензию на вещание, поскольку первоначальное решение правительства было отозвано. Вернувшись в Хорватию, Туджман сделал заявления, в которых обвинял протестующих, назвав своих оппонентов «зелеными и желтыми дьяволами» и обвинив их в том, что они иностранные наемники и предатели, которые продались.
Затем в апреле 1997 года состоялись очередные местные выборы в Загребе. На этот раз оппозиционные партии не сформировали коалицию и решили баллотироваться по отдельным спискам, что позволило ХДС выиграть 24 из 50 мест. Когда два представителя правоцентристской Хорватской крестьянской партии (ХКП) перешли в ХДС в обмен на прибыльные правительственные должности сразу после выборов, ХДС наконец получила абсолютное большинство в муниципальной ассамблее. Это позволило партии законно назначить Марину Матулович-Дропулич мэром, которую затем утвердил Туджман. Это формально положило конец кризису.
Однако в 1998 году на главной площади города снова был организован массовый митинг, на этот раз профсоюзами рабочих. На этот раз причиной митинга стало резкое падение уровня жизни. Однако полиция отказалась выдать необходимое разрешение на проведение собрания, и полицейские силы оцепили площадь, чтобы не допустить протестующих. В течение нескольких часов разгневанные граждане пытались оттеснить полицейские кордоны, но безуспешно. Внимание СМИ было сосредоточено на этом событии, что еще больше способствовало распространению идеи о том, что правление Туджмана становится все более авторитарным. Туджман снова прокомментировал все эти события, назвав людей, вовлеченных в них, «мелким скотом» («stoka sitnog zuba»).
Несмотря на формальное разрешение кризиса в 1997 году, большинство граждан Загреба и значительная часть хорватской общественности отказались признать новую администрацию, считая кризис продолжающимся событием. В мае 2000 года, через четыре месяца после парламентских выборов в январе, на которых ХДС потерял власть на национальном уровне, новое левоцентристское правительство Ивицы Рачана призвало к проведению дополнительных местных выборов в Загребе, которые в конечном итоге привели к убедительной победе СДП и избранию мэром Милана Бандича из СДП.